# Сумка інкасатора
«Су́мка інкаса́тора» (рос. «Сумка инкассатора») — радянський повнометражний кольоровий художній фільм, поставлений на Кіностудії «Ленфільм» в 1977 році режисером Аугустом Балтрушайтісом.
Прем'єра фільму в СРСР відбулася в квітні 1979 року.

## Зміст
Слідчі Санін і Туляков разом із юною практиканткою розслідують справу про вбивство інкасаторів. Тепер їм належить знайти вбивць і з'ясувати долю виручки з аеропорту, яку везли в тій машині. Єдина зачіпка – це те, що один з охоронців купував квиток за фальшивими документами. Міліціонери вирушають по сліду.

## Ролі
- Георгій Бурков — Олександр Олександрович Санін
- Донатас Баніоніс — Олексій Петрович Туляков (роль озвучив — Ігор Єфімов)
- Олена Наумкіна — Маргарита Іванівна Устинова
- Витаутас Томкус — Юрій Петрович Борисов
- Наталя Фатєєва — Ксенія Миколаївна Ковальова
- Анатолій Солоніцин — Іван Тимофійович
- Ігор Ерельт — Ігор Андрійович Пешехонов
- Михайло Светін — Чеботарьов
- Гія Кобахідзе — Норакідзе
- М. Сизов — експерт

## В епізодах
- В'ячеслав Васильєв — експерт-криміналіст
- Геннадій Вернов — капітан міліції
- Юрій Гончаров — експерт
- Лілія Гурова — Єлізарова
- Людмила Єлісієва — касир Невзорова
- Ігор Єфімов — капітан Орлов
- Сергій Зеленюк — Пономарьов
- Костянтин Іванов-Зорін — експерт
- Володимир Карпенко — оперативник
- Олександр Липів — оперативник
- М. Любарський
- Г. Мкртичан
- В. Одарій
- В. Пархоменко
- Ф. Рудаков
- Л. Смолякова — дружина Чеботарьова
- Володимир Сидоров — експерт
- А. Титов
- Євген Тилічієв — приймальник камери схову на вокзалі
- Г. Чангашвілі
- В. Чижов
- Г. Шалошвілі
- У титрах не вказані:
- Олександр Афанасьєв — понятий
- Лідія Доротенко — понята
- К. Карпова — оперативник
- Михайло Никітин — приїжджає до Фатієвої на старому «Запорожець»
- Валерій Ольшанський — оперативник
- Віктор Перевалов — лейтенант
- Георгій Тейх — співробітник музею криміналістики
- Тамара Тимофієва — понята

## Знімальна група
- Сценарій - Юлія Ніколіна
- Постановка - Аугуста Балтрушайтіса
- Головний оператор - Олександр Чечулин
- Головний художник - Марк Каплан
- Композитор - Едуард Бальсис
- Звукооператор - Галина Горбоносова
- Режисер - К. Самойлова
- Оператор - В. Іванов, С. Філановський
- Костюми - Д. Мане
- Грим - А. Павлова
- Декорації - І. Мішиной
- Монтажер - І. Смирнова
- Редактор - Олександр Безсмертний
- Асистенти:
режисера - О. Андрієв, С. Байкова, Г. Капіцька, В. Кравченко
з монтажу - Н. Душенкова
звукооператора - Л. Гухман
- Адміністративна група — В. Овчаренко, Є. Решетніков, В. Хаблов
- Головний консультант - Державний радник юстиції 1-го класу С. І. Гусєв
- Консультанти - кандидат юридичних наук М. Г. Любарський,
полковник міліції А. Н. Пархоменко
- Директор картини - Олег Гумберто